# Yargelis Savigne
Yargelis Savigne Herrera, kubanska atletinja, * 13. november 1984, Niceto Pérez, Kuba.
Nastopila je na poletnih olimpijskih igrah v letih 2008 in 2012, najboljšo uvrstitev je dosegla leta 2008 s petim mestom v troskoku. Na svetovnih prvenstvih je osvojila zaporedna naslov prvakinje v isti disciplini v letih 2007 in 2009 ter srebrno medaljo v troskoku in bronasto v skoku v daljino leta 2005, na svetovnih dvoranskih prvenstvih zlato in srebrno medaljo v troskoku, na panameriških igrah pa zlato in srebrno medaljo v troskoku ter dve bronasti medalji v skoku v daljino.